# Saint-Pierre-du-Lorouër
Saint-Pierre-du-Lorouër település Franciaországban, Sarthe megyében. Lakosainak száma 363 fő (2022. január 1.). Saint-Pierre-du-Lorouër Saint-Vincent-du-Lorouër, Chahaignes, Courdemanche, Lhomme és Thoiré-sur-Dinan községekkel határos.

## Népesség
A település népessége az elmúlt években az alábbi módon változott:
| Lakosok száma | 376  | 376  | 387  | 377  | 376  | 375  | 378  | 370  | 363  |
|               | 2013 | 2015 | 2016 | 2017 | 2018 | 2019 | 2020 | 2021 | 2022 |